# Tentativi spagnoli di riconquistare il Messico
I tentativi spagnoli di riconquistare il Messico (spagnolo: Intentos Españoles de Reconquista de México) furono uno sforzo del governo spagnolo per riprendere il possesso della sua ex colonia della Nuova Spagna, causando  episodi di guerra compresi negli scontri tra la neonata nazione messicana e la Spagna. La designazione copre principalmente due periodi: i primi tentativi si sono verificati dal 1821 al 1825 e hanno coinvolto la difesa delle acque territoriali del Messico, mentre il secondo periodo ha avuto due fasi, incluso il piano di espansione messicana per prendere l'isola di Cuba controllata dagli spagnoli tra il 1826 e il 1828 e la spedizione del 1829 del generale spagnolo Isidro Barradas, che sbarcò sul suolo messicano con l'obiettivo di riconquistare il territorio messicano. Sebbene gli spagnoli non ripresero mai il controllo del paese, danneggiarono la nascente economia messicana.
La nuova nazione indipendente del Messico era in gravi difficoltà dopo undici anni di guerra d'indipendenza. Non c'erano piani chiari o linee guida stabilite dai rivoluzionari, e ne seguirono lotte interne da parte di diverse fazioni per il controllo del governo. Il Messico ha subito una completa mancanza di fondi per amministrare un paese di oltre 4,5 milioni di chilometri e ha affrontato le minacce di ribellioni interne emergenti e di invasione da parte delle forze spagnole dalla loro base nella vicina Cuba.